# Pico de Montmaneu

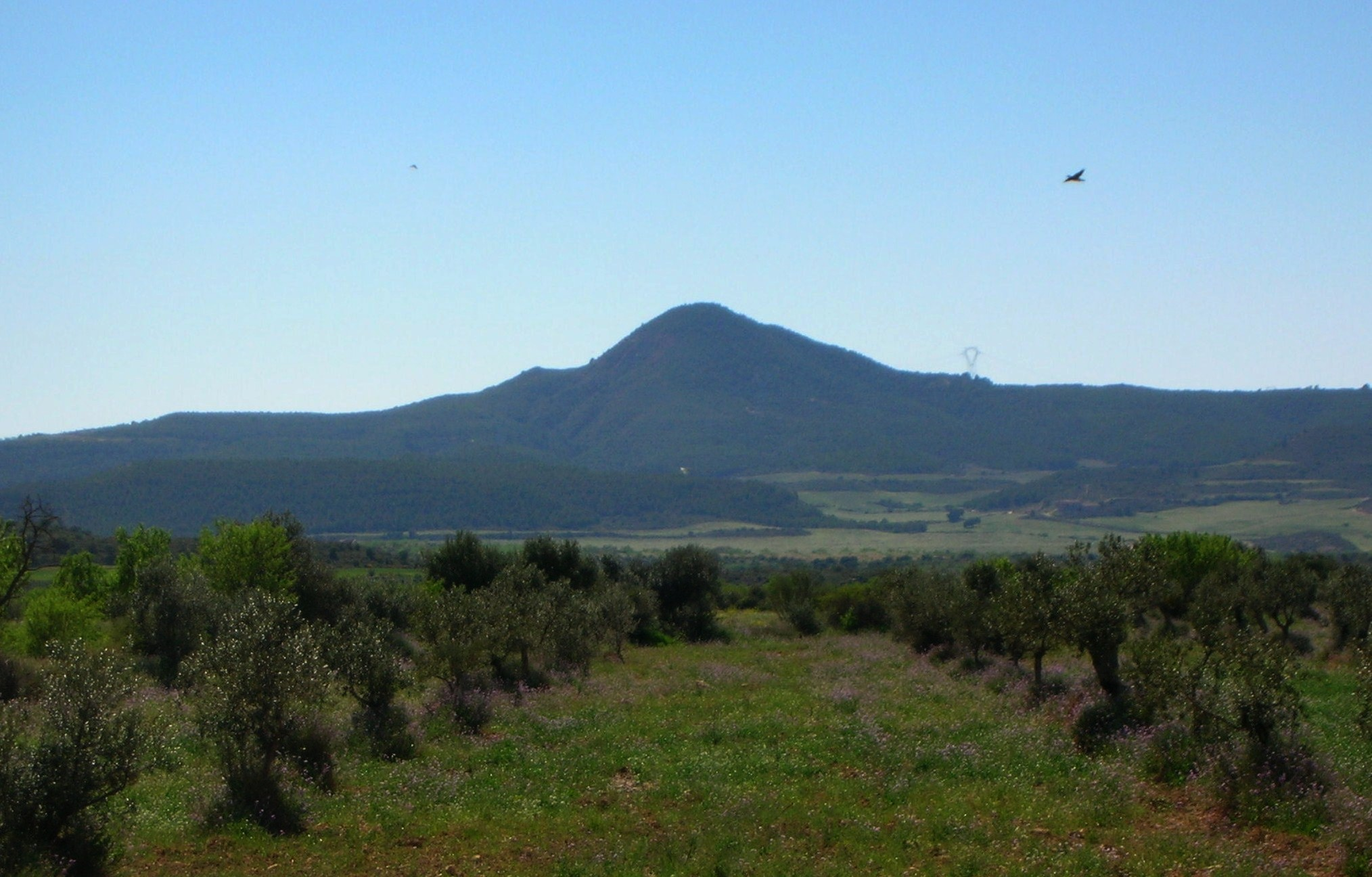
Montmeneu

El Pico de Montmaneu, también conocido como Montmeneu, es una montaña de 495 metros que se encuentra en el municipio de Serós, en la comarca del Segriá.
En la cumbre se  puede encontrar un vértice geodésico (referencia 247126001).
Es una montaña aislada de la parte occidental de la Depresión Central y cómo que alrededor el terreno es relativamente plano, este monte es visible desde grandes distancias. Aunque que no es la montaña más alta de la zona (el Puntal de los Escambrons es 5 m más alto), la Punta de Montmaneu es una cumbre emblemática que ofrece una vista magnífica del paisaje circundante en días claros.

## Veáis también
- Lista de cumbres emblemáticas de Cataluña